# Peach Bowl 2021 (décembre)
Match précédent Match suivant
Le Peach Bowl 2021 (décembre) est un match de football américain de niveau universitaire joué après la saison régulière de 2021, le 30 décembre 2021 au Mercedes-Benz Stadium situé à Atlanta dans l'État de la Géorgie aux États-Unis.
Il s'agit de la 54e édition du Peach Bowl.
Le match met en présence l'équipe des Spartans de Michigan State issue de la Big Ten Conference et l'équipe des Panthers de Pittsburgh issue de la Atlantic Coast Conference,.
Il débute à 19 heures locales et est retransmis à la télévision par ESPN.
Sponsorisé par la chaine de restauration rapide Chick-fil-A, le match est officiellement dénommé le 2021 Chick-fil-A Peach Bowl.
Michigan State gagne le match sur le score de 31 à 21.

## Présentation du match
| Équipes                                                                                                | Rosters | Conférences | Entraîneurs                   | Stats. saison rég. | Classements avant le bowl | Classements avant le bowl | Classements avant le bowl |
| --- | ------- | ----------- | ----------------------------- | ------------------ | ------------------------- | ------------------------- | ------------------------- |
| Équipes                                                                                                | Rosters | Conférences | Entraîneurs                   | Stats. saison rég. | CFP                       | AP                        | Coaches                   |
| Spartans de Michigan State                                                                             | Lien    | B10         | Mel Tucker (en) (2e saison)   | 10 - 2             | no 10                     | no 11                     | no 10                     |
| Panthers de Pittsburgh                                                                                 | Lien    | ACC         | Pat Narduzzi (en) (7e saison) | 11 - 2             | no 12                     | no 13                     | no 12                     |
| - Arbitre : Steve Marlowe SEC. - Équipe donnée favorite par les bookmakers : Pittsburgh par 3½ points. |         |             |                               |                    |                           |                           |                           |

Il s'agit de la 8e rencontre entre ces deux équipes, Michigan State menant les statistiques avec 6 victoires et 1 nul, :
| Saison | Date              | Vainqueur          | Score              | Perdant            | Compétition      |
| ------ | ----------------- | ------------------ | ------------------ | ------------------ | ---------------- |
| 2007   | 15 septembre 2007 | Michigan State     | 17- 13             | Pittsburgh         | Saison régulière |
| 2006   | 16 septembre 2006 | Michigan State     | 38 - 23            | Pittsburgh         | Saison régulière |
| 1960   | 24 septembre 1960 | Match nul, 07 - 07 | Match nul, 07 - 07 | Match nul, 07 - 07 | Saison régulière |
| 1958   | 11 octobre 1958   | Michigan State     | 22 - 08            | Pittsburgh         | Saison régulière |
| 1951   | 27 octobre 1951   | Michigan State     | 53 - 26            | Pittsburgh         | Saison régulière |
| 1950   | 18 novembre 1950  | Michigan State     | 19 - 0             | Pittsburgh         | Saison régulière |
| 1945   | 13 octobre 1945   | Michigan State     | 12 - 07            | Pittsburgh         | Saison régulière |

### Spartans de Michigan State
A l'issue de la saison régulière, le running back Kenneth Walker III a été désigné vainqueur du Walter Camp Award et du Doak Walker Award. Walker devient le premier joueur de Michigan State a remporter ainsi le premier vainqueur du Doak Walker Award à ne pas être repris comme finliste au Trophée Heisman. Walker est classé deuxième meilleur receveur du pays avec 1636 yards gagnés et 18 touchdowns
Cependant, Walkera annoncé qu'il ne jouerait pas le Peach Bowl pour se préparer pour la prochaine draft de la NFL.
Michigan State possède la pire défense contre la passe du pays, concédant en moyenne 337,7 yards par matchs.
Avec un bilan global en saison régulière de 10 victoires et 2 défaites (7-2 en matchs de conférence), Michigan State est éligible et accepte l'invitation du Comité du College Football pour participer au Peach Bowl de décembre 2021.
Ils terminent 3e de la Division Est de la Big Ten Conference derrière #2 Michigan et #6 Ohio State.
À l'issue de la saison 2021 (bowl non compris), ils seront classés #10 aux classements CFP et Coaches et #11 au classement AP.
À  l'issue de la saison 2021 (bowl compris), ils seront classés # ? au classement AP et # ? au classement Coaches, le classement CFP n'étant pas republié après les bowls.
À l'issue de la saison 2021, ils n'apparaissent pas dans les classements CFP, AP et Coaches.
C'est leur première apparition au Peach Bowl.
| Postes      | Joueurs            | Statistiques                                                      |
| ----------- | ------------------ | ----------------------------------------------------------------- |
| Quarterback | Payton Thorne      | 206/339 passes réussies pour 2 886 yards, 24 TDs, 9 interceptions |
| Coureur     | Kenneth Walker III | 263courses pour 1 636 yards nets gagnés et 18 TDs                 |
| Receveur    | Jayden Reed        | 53 réceptions pour 946 yards et 8 TDs                             |

### Panthers de Pittsburg
Avant de devenir l'entraîneur principal de Pittsburgh, Pat Narduzzi était coordinateur défensif de Michigan State.
La saison régulière du quarterback de Pittsburgh, Kenny Pickett, a été excellente ce qui lui a valu :
- d'être classé 3e au Trophée Heisman[17] ;
- de remporter le Johnny Unitas Golden Arm Award[18] ;
- d'être  désigné Meilleur joueur de l'année de l'ACC[19] ;
- d'être  désigné Meilleur joueur offensif de l'année en ACC[19] ;
- d'améliorer le record ACC concernant le nombre de touchdowns inscrits à la passe sur une saison (42) détenu par Deshaun Watson[20] ;
- d'améliorer le record historique des Panthers du nombre de touchdowns inscrits à la passe (81) précédemment détenu par Dan Marino (79)[21];

Cependant, Pickett a annoncé qu'il ne jouerait pas le Peach Bowl pour se préparer à la prochaine draft de la NFL.
D'autre part, le receveur Jordan Addison est le 3e joueur de Pittsburgh a remporter le Fred Biletnikoff Award (meilleur wide receiver de la FBS).
Avec un bilan global en saison régulière de 11 victoires et 2 défaites (7-1 en matchs de conférence), Pittsburg est éligible et accepte l'invitation du Comité du College Footall Playoff pour participer au Peach Bowl de décembre 2021.
Ils terminent 1er de la Division Coastal de la Atlantic Coast Conference et remportent ensuite la finale de conférence 45-21 jouée contre les #17 Demon Deacons de Wake Forest.
À l'issue de la saison 2021 (bowl non compris), ils seront classés #12 aux classements CFP et Coaches et #13 au classement AP.
C'est leur première apparition au Peach Bowl.
| Postes      | Joueurs           | Statistiques                                                      |
| ----------- | ----------------- | ----------------------------------------------------------------- |
| Quarterback | Kenny Pickett     | 334/497 passes réussies pour 4 319 yards, 42 TDs, 7 interceptions |
| Coureur     | Israel Abanikanda | 118 courses pour 635 yards nets gagnés et 7 TDs                   |
| Receveur    | Jordan Addison    | 93 réceptions pour 1 479 yards et 17 TDs                          |

## Résumé du match
Début du match à  19 h 10 locales, fin à  22 h 38 locales pour une durée totale de jeu de 3 h 28 min.
Match joué dans un stade fermé (indoors).
| QT            | Temps         | Drive         | Drive         | Drive         | Équipe        | Description de l'action | Score | Score |
| ------------- | ------------- | ------------- | ------------- | ------------- | ------------- | --- | ----- | ----- |
| QT            | Temps         | Jeux          | Yards         | TDP           | Équipe        | Description de l'action | PITT  | MSU   |
| 1             | 13:11         | 3             | 29            | 00:45         | MSU           | TD de 28 yards par le WR Jayden Reed (passe du QB Payton Thorne + 1 pt de conversion par le K Matt Coghlin)                                               | 0     | 7     |
| 1             | 07:57         | 12            | 75            | 05:14         | PITT          | TD à la suite d'une course de 16 yards par le QB Nick Patti (+ 1 pt de conversion par le K Sam Scarton)                                                   | 7     | 7     |
| 1             | 02:39         | 11            | 57            | 05:18         | MSU           | FG de 36 yards par le K Matt Coghlin | 7     | 10    |
|               |               |               |               |               |               | |       |       |
| 2             | 01:02         | 6             | 87            | 01:01         | PITT          | TD de 4 yards par WR Jared Wayne (passe du QB Davis Beville + 1 pt de conversion par le K Sam Scarton)                                                    | 14    | 10    |
|               |               |               |               |               |               | |       |       |
| 3             | 14:40         | -             | -             | -             | PITT          | TD à la suite d'un retour de fumble adverse sur 26 yards par le LB Cam Bright (1 pt de conversion par le K Sam Scarton)                                   | 21    | 10    |
|               |               |               |               |               |               | |       |       |
| 4             | 08:06         | 13            | 70            | 06:47         | MSU           | TD de 15 yards par le TE Connor Heyward (passe du QB Payton Thorne mais la tentative de conversion à 2 pts échoue)                                        | 21    | 16    |
| 4             | 02:51         | 11            | 71            | 02:46         | MSU           | TD de 22 yards par le WR Jayden Reed (passe du QB Payton Thorne + 2 pts de conversion à la suite d'une passe du QB Payton Thorne vers le WR Jalen Nailor) | 21    | 24    |
| 4             | 00:22         | -             | -             | -             | MSU           | TD à la suite d'une interception retournée sur 78 yards par le LB Cal Haladay                                                                             | 21    | 31    |
| Score final : | Score final : | Score final : | Score final : | Score final : | Score final : | Score final : | 21    | 31    |

## Statistiques
| Systèmes | Noms        | Postes | Équipe         |
| -------- | ----------- | ------ | -------------- |
| Attaque  | Jayden Reed | WR     | Michigan State |
| Défense  | Cal Haladay | LB     | Michigan State |

| Statistiques                           | Panthers de Pittsburg                              | Spartans de Michigan State                  |
| -------------------------------------- | -------------------------------------------------- | ------------------------------------------- |
| 1er down                               | 14                                                 | 25                                          |
| 1er down à la course                   | 8                                                  | 7                                           |
| 1er down à la passe                    | 6                                                  | 17                                          |
| 1er down suite pénalité                | 0                                                  | 1                                           |
| Conversion de 3e down                  | 2/12                                               | 10/21                                       |
| Conversion de 4e down                  | 2/2                                                | 3/4                                         |
| Jeux–yards                             | 55 jeux pour 274 yards                             | 86 jeux pour 410 yards                      |
| Yards à la course                      | 32 courses pour 104 yards (3,3 yards/course)       | 36 courses pour 56 yards (1,6 yards/course) |
| Yards à la passe                       | 170                                                | 354                                         |
| Passes : Réussies-Tentées-Interceptées | 16/23 passes complétées et 1 interceptée           | 29/50 passes complétées et 1 interceptée    |
| Réussite en zone rouge/chances         | 2/2                                                | 2/3                                         |
| TD                                     | 3 (1 à la course, 1 à la passe et1 par la défense) | 4 (3 à la passe et 1 par la défense)        |
| Field Goals                            | 0                                                  | 1/2                                         |
| Sacks (Nombre-Yards)                   | 3 pour 24 yards adverses perdus                    | 5 pour 39 yards adverses perdus             |
| Fumbles (Nombre/Perdus)                | 0/0                                                | 2/1                                         |
| Pénalités (Nombre/Yards perdus)        | 4 pour 30 yards perdus                             | 6 pour 35 yards perdus                      |
| Temps de possession                    | 24:51                                              | 35:09                                       |

| Panthers de Pittsburg      |                |                                                                                                 |
| Quarterbacks               | Beville Davis  | 14/18 passes complétées, 149 yards, 1 interception, 1 TD, 5 sacks subis, évaluation QB de 154,5 |
| Quarterbacks               | Patti Nick     | 2/5 passes complétées, 21 yards, 0 interception, 0 TD, 0 sack subi, évaluation QB de 75,3       |
| Meilleur coureur           | Davis Vincent  | 12 courses pour 43 yards nets gagnés, 0 TD, moyenne de 3 yards/course                           |
| Meilleur receveur          | Addison Jordan | 7 réceptions pour 114 yards gagnés, 0 TD                                                        |
| Meilleur tackler           | Campbell Phil  | 12 tacles dont 7 en solo                                                                        |
| Spartans de Michigan State |                |                                                                                                 |
| Quarterback                | Thorne Payton  | 29/50 passes complétées, 354 yards, 3 interception, 1 TD, 3 sacks subis, évaluation QB de 133,3 |
| Meilleur coureur           | Simmons Jordon | 16 courses pour 23 yards nets gagnés, 0 TD, moyenne de 1,4 yards/course                         |
| Meilleurs receveurs        | Nailor Jalen   | 6 réceptions pour 108 yards gagnés, 0 TD                                                        |
| Meilleurs receveurs        | Reed Jayden    | 6 réceptions pour 80 yards gagnés, 2 TDs                                                        |
| Meilleur tackler           | Haladay Cal    | 11 tacles dont 4 en solo, 1 interception retournée en TD sur 78 yards                           |